# Psophia
Psophia is een geslacht van vogels uit de familie trompetvogels (Psophiidae). Het geslacht telt drie soorten.

## Taxonomie
- Psophia crepitans − Trompetvogel
- Psophia leucoptera − Witvleugeltrompetvogel
- Psophia viridis − Groenvleugeltrompetvogel